# Tuudur Vettik
Tuudur Vettik (* 4. Januar 1898 in Uniküla, damals Kirchspiel Väike-Maarja, heute Gemeinde Maidla im Kreis Ida-Viru; † 20. Mai 1982 in Tallinn) war ein estnischer Komponist und Chorleiter.

## Leben
Tuudur Vettik studierte von 1919 bis 1926 am Tallinner Konservatorium (heute Estnische Musik- und Theaterakademie) die Fächer Geige, Komposition (bei Artur Kapp) und Musikpädagogik. Anschließend bildete er sich von 1927 bis 1932 in Kompositionslehre bei Mart Saar weiter. Von 1919 bis 1940 war er als Musiklehrer tätig. Vettik etablierte sich in wenigen Jahren als einer der führenden estnischen Chorleiter. Von 1940 bis 1950 war er Dozent am Tallinner Konservatorium, ab 1947 Professor. Von 1940 bis 1947 leitete er die Abteilung für Chormusik des Konservatoriums.
Mit der sowjetischen Besetzung Estlands wurde Tuudur Vettik 1950 verhaftet. Er war in verschiedenen Gefangenenlagern inhaftiert, bevor er 1956 freigelassen wurde. 1968 wurde er offiziell rehabilitiert.
Nach seiner Freilassung war Vettik von 1956 bis 1962 als Dozent für Chorleitung am Staatlichen Tallinner Konservatorium tätig. Zu seinen bekanntesten Schülern zählen Ants Üleoja und Roland Laasmäe.
Tuudur Vettik leitete die großen estnischen Sängerfeste der Jahre 1933, 1938, 1947, 1960 und 1969. Im Alter von 82 Jahren leitete er nochmals das Sängerfest 1980.
Er war einer der produktivsten Komponisten für Chorgesang in Estland. Vettik veröffentlichte darüber hinaus zahlreiche Artikel und Bücher zum Chorgesang.
Tuudur Vettik liegt auf dem Tallinner Waldfriedhof begraben.